# New World Department Store China

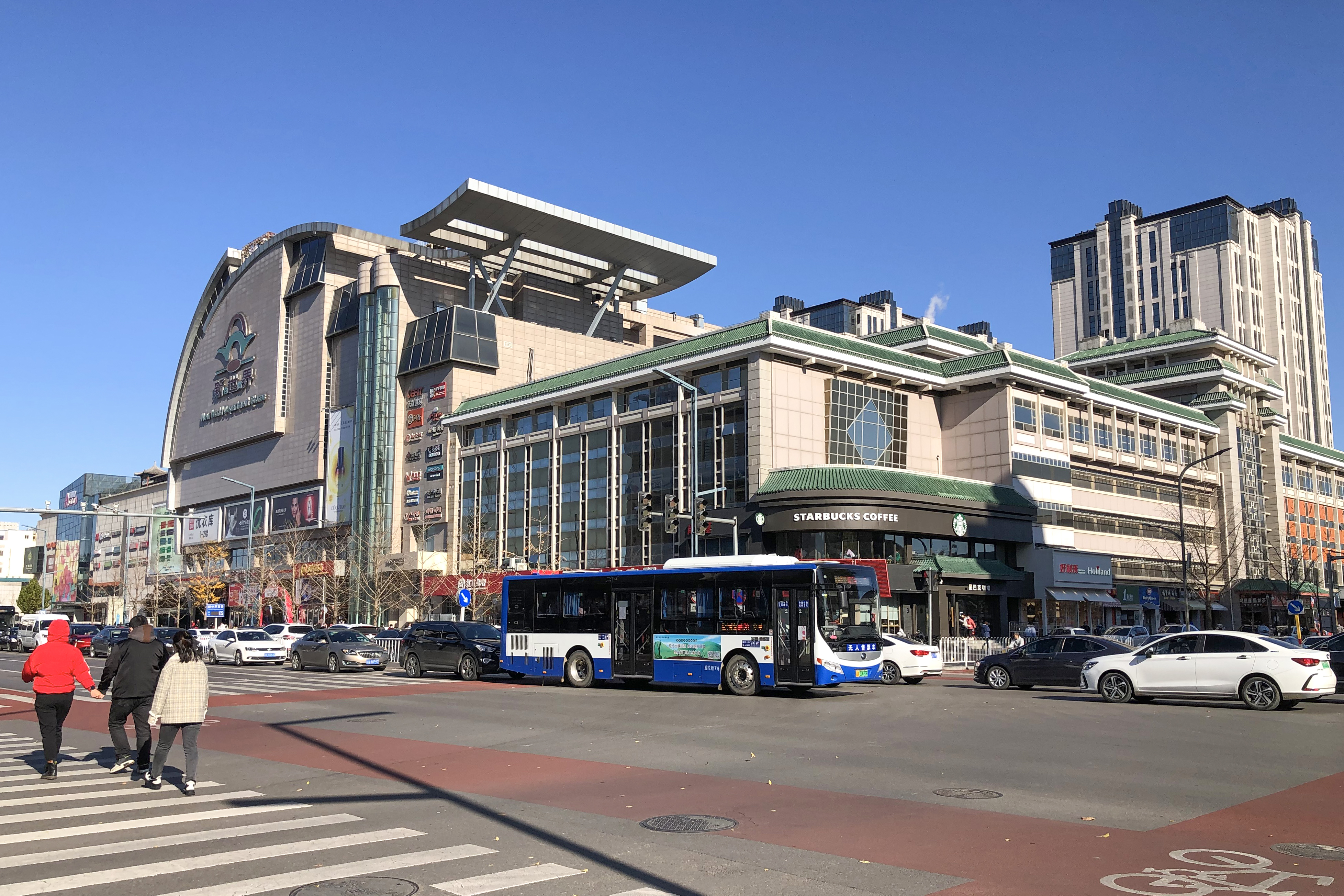
New World Department Store, Shunyi

New World Department Store China Limited is een in Hong Kong gevestigde holdingmaatschappij voor warenhuisketens op het vasteland van China. Het in 1993 opgerichte bedrijf is een dochteronderneming van een ander beursgenoteerd bedrijf New World Development. De onderneming exploiteert zowel eigen warenhuizen als warenhuizen van derden. 
Het werkt onder twee merknamen: New World en BaLi ChunTian (vertaald: Parijse Lente). De voorzitter is Henry Cheng, de zoon van de Hong Kong miljardair, Cheng Yu-tung. Het bedrijf is genoteerd aan de Hong Kong Stock Exchange.
In het verleden exploiteerde de onderneming ook warenhuizen in Hong Kong. 